# 调音师
，印地語發音：[əndʱaːdʱʊn]，是一部2018年印度黑色喜劇犯罪惊悚片，由斯里兰姆·拉格万导演；拉格万、阿里希特·比斯瓦斯、波哈·拉达·苏尔蒂、约格什·查德卡和赫曼斯·拉欧联合编剧；塔布、阿尤斯曼·庫拉納和拉德西卡·阿普泰主演；Viacom18 Motion Pictures和Matchbox Pictures联合制作。影片改编自2010年法国短片《调音师》，讲述了一名钢琴家意外卷入退休电影演员谋杀案的离奇故事，2018年10月5日在印度院线上映。影片在印度明星电影奖上获得最佳导演、最佳剧本在内的四项大奖，收获了第64届印度电影观众奖最佳影片、最佳导演、最佳男主角、最佳专业男主角、最佳女主角和最佳专业女主角等11项提名。

## 剧情
在白天假装失明的盲人钢琴家阿喀什正在完成一部音乐作品。他和一只猫生活在一起，年轻的邻居经常问候他，想知道他到底是不是真的瞎了眼。一次，阿喀什过马路时被索菲娅撞倒。索菲娅艳羡阿喀什的才华，在她父亲的餐馆跟他订了婚，而当时在场的退休演员帕拉莫德·辛哈注意到了他。帕拉莫德娶了个叫西米的妻子，在两人结婚周年纪念日上，帕拉莫德邀请阿喀什到自己家表演。阿喀什来到辛哈的家中，西米开了门，却不情愿地让阿喀什进门，原来她是注意到邻居萨萨夫人在注视着他们。西米相信阿喀什是盲人，让他弹钢琴。阿喀什隐约看到一具尸体躺在自己旁边，不过他假装没看到，继续弹奏。上厕所时，他还看到把自己藏起来的马努哈警官。回到钢琴时，他发现尸体的身份是帕拉莫德。西米和马努哈迅速尸体，把他藏进了阿喀什的行李箱中。
阿喀什之后想要报警，但发现马努哈就在警察局上班。其实，阿喀什假装没看到尸体继续弹琴时，西米杀掉了看到马努哈进入屋内的萨萨夫人。阿喀什看到西米在他面前的咖啡中投毒，承认了自己假扮盲人。尽管阿喀什表示自己不会戳穿西米的秘密，之后会去伦敦，西米还是不由分说地给他下了毒。索菲看到年轻的邻居录下一段阿喀什举止如同正常人的视频，想要找阿喀什问个明白。这时索米设了局，假装她和阿喀什睡在一起。伤心欲绝的索菲娅甩门而去。阿喀什醒来时发现自己真的看不见了。马努哈认为阿喀什是盲人，不可能凭一己之力作案，他身上应该有更多的细节，于是便去他家完成工作。阿喀什走在路上突然晕倒，被送到用来非法收集器官的黑诊所。
斯瓦米医生和他的两个助手穆里和萨库决定全力救治阿喀什，还帮他拿到治疗眼睛的钱。两人的计划是绑架西米，把她佯装成自杀死亡，之后敲诈了马努哈。然而，穆里和萨库背叛了阿喀什，把他和西米绑在了一起。马努哈开枪打死了穆里，却困在电梯中，擦枪走火意外身亡。知道了马努哈带来的赎金其实是伪钞，阿喀什绝望至极，摘掉了西米的眼罩，西米帮阿喀什离开。阿喀什逃脱后，西也跟着出来，还偷袭了阿喀什。斯瓦米医生回来，跟阿喀什一起把西米打晕后，把她绑起来放进汽车后备箱载走。路上，斯瓦米透露了他的计划是要卖掉西米的器官赚取100万美元，因为西米的血型十分罕见，这样阿喀什就能用这笔钱重见光明，但是阿喀什谢绝了。
两年后在欧洲，索菲亚在一场演出中和阿喀什重逢。阿喀什告诉她，西米当晚在后备箱中醒来，拼命制造噪音。斯瓦米医生把车子停下，西米趁机把医生打倒，夺过方向盘。阿喀什误以为斯瓦米在开车，继续劝说他放索米走。索米此时动了杀意，想把他扔出车子碾死，恰巧一名农夫在开枪击杀野兔时，不小心把子弹射向车子的挡风玻璃，车子一下子失去了控制，西米死于车祸。索菲娅认为阿喀什应该接受医生的提议，用西米的角膜恢复视力。阿喀什没有回答，走了出去，还用手杖扫掉了一个易拉罐。这也就意味着他可能没有瞎，给整个故事带来了多种解释。

## 阵容
- 塔布 饰 Simi
- 阿尤斯曼·库拉纳 饰 Akash
- 拉德西卡·阿普泰 饰 Sophie
- 阿尼爾·德旺（英语：Anil Dhawan） 饰 Pramod Sinha
- 扎克爾·哈桑（英语：Zakir Hussain (actor)） 饰 Dr. Swami
- Ashwini Kalsekar（英语：Ashwini Kalsekar） 饰 Rasika Jawanda
- Manav Vij（英语：Manav Vij） 饰 Inspector Manohar Jawanda
- Chaya Kadam 饰 Sakhu
- Gopal K Singh（英语：Gopal K Singh） 饰 Sub-Inspector Paresh
- Rashmi Agdekar 饰 Daani
- Kabir Sajid Sheikh 饰 Bandu
- Rudrangshu Chakrabarti 饰 Murli
- Pratik Nandkumar More 饰 Surya
- Mahesh Rale 饰 P. Kamdar
- Abhishek Shukla 饰 Animal Hunter
- Jaydutt Vyas 饰 Alurkar

## 制作

### 开发
影片的导演兼编剧斯里兰姆·拉格万，在好友赫曼斯·拉欧的推荐下观看了讲述盲人钢琴家故事的2010年法国短片《调音师》。拉格万表示尽管他的电影相比之下有所不同，但法国电影是他拍电影的“根基”。他让拉欧将短片改编成剧本，但拉欧那时忙着执导自己的作品。那时正创作电影《复仇之城》的拉格万写下了剧本大纲。读完另一部关于盲人的电影《无所不能》的剧本，拉格萬正要开始创作《调音师》的剧本，但停了下来，並表示：“让两部电影都讲视障人士有点疯狂”。拉格万后来以不同的方式继续写剧本。
他想到了一个主意：一位盲人钢琴师在弹奏的同时，有人在清理犯罪现场，遗弃一具尸体。之前在他2012年的电影《特工维诺德》的歌舞片段“Raabta”中安排过类似的场景，当中一名盲人小女孩在弹钢琴，周围一片混乱。拉格万和阿里希特·比斯瓦斯（Arijit Biswas）、波哈·拉达·苏尔蒂（Pooja Ladha Surti）、约格什·查德卡（Yogesh Chandekar）和拉欧一起写剧本。他把剧情概念交给了和他合作《复仇之城》的瓦倫·達瓦，但达瓦当时忙着拍其他电影，所以剧本那时没有写完。拉格万和其他编剧讨论场景，让他们从观众的角度作出评价。
拉格万和比斯瓦斯在将对白从英语翻译成印地语时不是很开心，因为他们是用英语来思考台词的。拉格万让比斯瓦斯用“至少有印度习语”的孟加拉语写对白。由于水平高过其他几位编剧，苏尔蒂写了印地语的对白。拉格万认为可以参考《冰血暴》电视剧和电影，认为这两者“现实......却有点奇怪”。他的一位朋友所处的情况和电影类似，他那时意识到印度电影和钢琴曲目有着很长的历史，决定让盲人钢琴师当主角。

### 选角和摄制
阿尤斯曼·庫拉納在选角导演穆凱什·赫布拉那听到了电影的消息，他联系拉格万，表示有興趣參演這部電影。拉格万考察他对主角醒来发现自己瞎了一幕的表现：“这里有两个部分，一个是你装瞎，另一个是你真的瞎了，我们两个都试。我想看到他的肢体语言在这两幕中的差异会是如何。”库拉纳在电影中弹奏钢琴。他拜访了孟买一所学校的几位盲人学生，观察“盲人钢琴家是怎样弹奏、控制和移动他的双手的”。库拉纳在洛杉矶钢琴家阿克謝伊·維爾馬（Akshay Verma）的指导下，每天花四个小时练习钢琴，所以他在电影中没有使用替身拍摄手的镜头。他表示这是自己职业生涯中“最具挑战性的角色”。
拉格万不让库拉纳看以盲人为主角的电影，並把他送到了国家盲人学校。库拉纳表示：“因为每个人都是不一样的，所以我要掌握正常人和盲人之间的细微差别，学习如何拿棍子，如何爬楼梯”。他尝试蒙眼煎蛋和走路。他获得一副出自伦敦的特殊眼镜，表示戴上后视力丧失“将近八成”。他的肢体语言变了，不再清晰地看到东西。戴上墨镜后视力会受损九成，他就是以这种状态拍摄整部电影。拉格万找来拉德西卡·阿普泰扮演库兰达的爱人。有几个场景是临时加上去的。塔布是西米的第一人选，拉格万没有告诉她所拍戏份的大概内容，两人“在电影拍摄时还在不断开发角色”。阿尼爾·德旺本色出演退役演员 。
拍完《复仇之城》后，拉格万想打造一部“欢快的惊悚片”，便接下电影。他认为《调音师》并非侦探片：“观众一直知道发生了什么事以及这些事出现的原因，戏中的人物则不。”影片在浦那拍了44天，主体摄影于2017年6月启动，7月17日结束。之所以花了那么长时间，是因为演员们的行程很满。拉格万和影片的摄影指导K·U·莫纳汉决定“将所有元素限制在阿喀什的视角中”，这样观众就能对阿喀什感同身受。钢琴演奏镜头没有特写，几位助理长时间排练，适应四分钟的钢琴弹奏时间。演员未参与排练。拉格万让演员们直接上场，告诉他们时间点：“我们不希望这一幕看起来像是精心准备的，我们需要这种不确定性。”

### 后期
拉格万希望电影结局是开放的，考虑了多个选项。制片方Viacom 18担心观众对开放结局的接受程度，但被拉格万说服了。库拉纳为电影的第一幕戏排练了三个月。拉格万认为《调音师》是一部“台词彰显毛骨悚然感觉的有趣电影”，略带几分“邪恶和残暴”。制片人把暂定名称《杀死钢琴家》（Shoot the Piano Player）改为现名，认为英语名字会让“观众疏远”。影片名字其实玩了文字游戏，“andhadhund”一词在印度英语中意味着鲁莽或无情，“一场曲调和节奏盲目的戏剧”。	波哈·拉达·苏蒂尔负责剪辑，斯奈达·潘卡（Snigdha Pankaj）和安妮塔·唐纳德（Anita Donald）担任布景。出品方为Viacom18 Motion Pictures和Matchbox Pictures。

## 原声带
除Raftaar和Girish Nakod作曲的片头音乐，阿米特·特里維迪负责全碟的编曲。贾迪普·沙尼、Raftaar和Nakod负责歌词创作。特里维迪、Raftaar、阿里吉特·辛格、阿布希杰·斯里瓦斯塔娃、阿坎基·夏马、沙达布·法利迪、阿塔玛什·法利迪、阿尤斯曼·库拉纳配唱。丹尼尔·B·乔治创作配乐。专辑于2018年9月21日由Zee Music Company发行。
| 曲目列表 | 曲目列表                          | 曲目列表                               | 曲目列表 |
| 曲序     | 曲目                              | 歌手                                   | 时长     |
| -------- | --------------------------------- | -------------------------------------- | -------- |
| 1.       | Naina Da Kya Kasoor               | Amit Trivedi                           | 3:30     |
| 2.       | Aap Se Milkar                     | Abhijeet Shrivastava, Aakanksha Sharma | 3:56     |
| 3.       | Wo Ladki                          | Arijit Singh                           | 4:12     |
| 4.       | Laila Laila                       | Amit Trivedi                           | 3:23     |
| 5.       | Oh Bhai Re                        | Shadab Faridi, Altamash Faridi         | 3:25     |
| 6.       | Andhadhun Title Track             | Raftaar                                | 2:54     |
| 7.       | Andhadun（Theme 01）              | Amit Trivedi                           | 4:15     |
| 8.       | Andhadun（Theme 02）              | Amit Trivedi                           | 2:40     |
| 9.       | Naina Da Kya Kasoor（Electronic） | Amit Trivedi                           | 3:48     |
| 10.      | Aap Se Milkar（Reprise）          | Ayushmann Khurrana                     | 2:26     |
| 总时长： | 总时长：                          | 总时长：                               | 34:29    |

## 发行
影片原定于8月31日上映，后推迟到10月5日。制片人在预告片中宣布了上映日期推迟的消息。拉格万最初的设想是发布一款只有声音的预告片，体现出电影的主角是一位盲人，但制片方对他的提议感到“震惊”。经过多番讨论，拉格万表示不想预告片“放弃过多电影中的元素”，制片方最终同意发布这样一款预告片。预告片于2018年9月2日上线。影片于全印度800块荧幕上映，并在Netflix上架。影片参加2019年洛杉矶印度电影节。2019年4月3日，影片以《调音师》（Piano Player）的名字在中国上映。
影片票房3200万卢比，其中首映票房250万卢比。随着票房和口碑的持续利好，影片第二天票房达到了510万卢比，首周末票房达到1500万卢比，使得上映十天的票房达到了4105万卢比。影片在院线的收入超出卫星转播、音乐和数字版权。上映六周，票房1.01亿卢比（主要来自孟买）。影片在海外的成绩也不俗，共计1037万卢比。
中国大陆收获3.24亿人民币。

## 提名和获奖
2018年12月18日，影片在印度明星电影奖上获得最佳导演、最佳剧本在内的四项大奖。之后又收获了第64届印度电影观众奖最佳影片、最佳导演、最佳男主角、最佳专业男主角、最佳女主角和最佳专业女主角等11项提名。